# NGC 7101
NGC 7101 este o galaxie situată în constelația Pegas. A fost descoperită în 3 august 1864 de către Albert Marth.